# Couplage capacitif
Le couplage capacitif est le phénomène de transfert d'énergie, intentionnel ou accidentel, au sein d'un réseau électrique ou entre réseaux, réalisé par un courant de déplacement entre les nœuds du circuit, induit par un champ électrique.

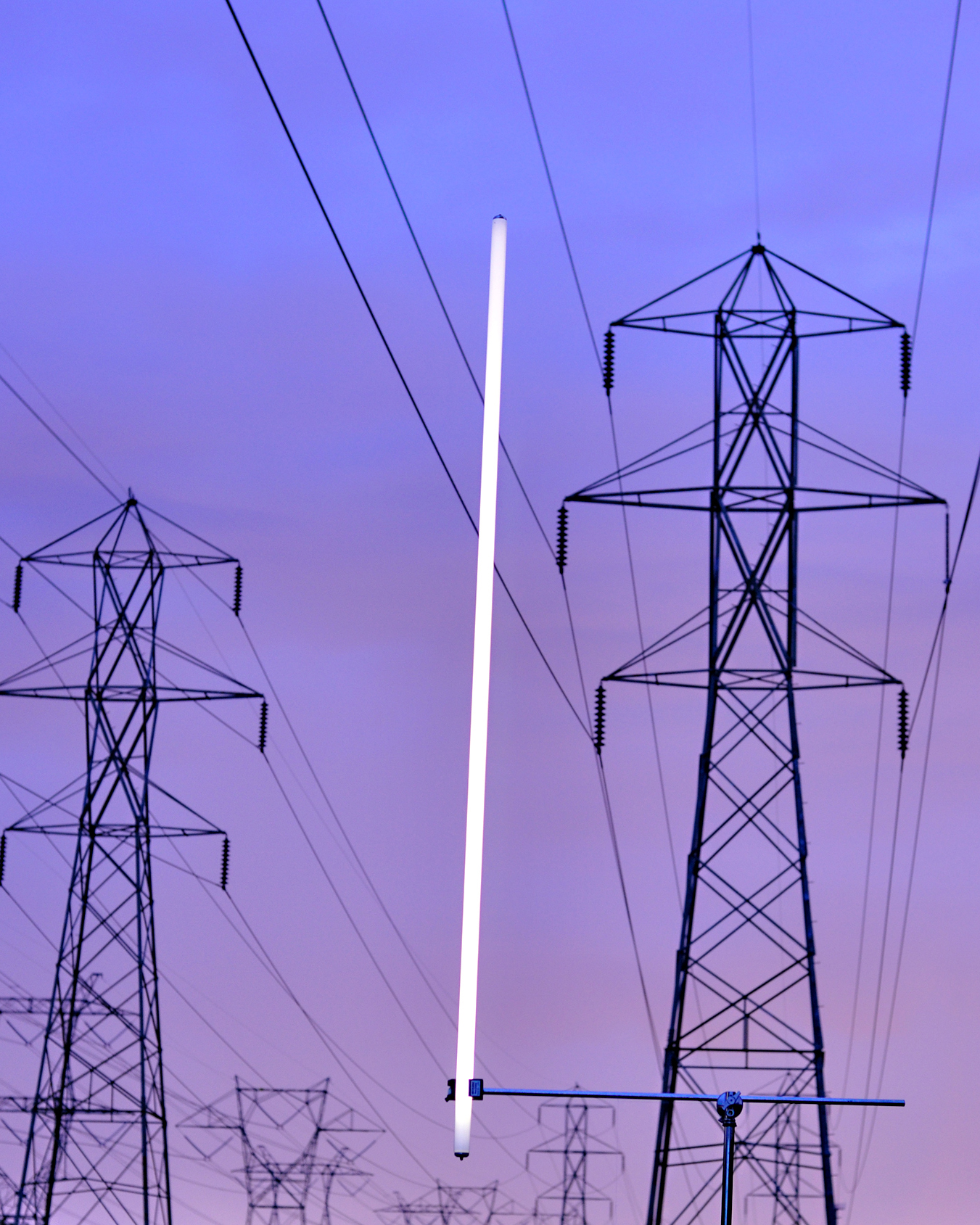
Le couplage capacitif des lignes électriques à haute tension suffit à l'allumage d'une lampe à faible intensité.

Dans sa mise en œuvre la plus simple, le couplage capacitif se réalise en plaçant un condensateur entre deux nœuds. Lorsqu'on analyse plusieurs points d'un circuit, la capacité en chaque point et entre les points peut être représentée sous forme matricielle.

## Utilisation dans les circuits numériques

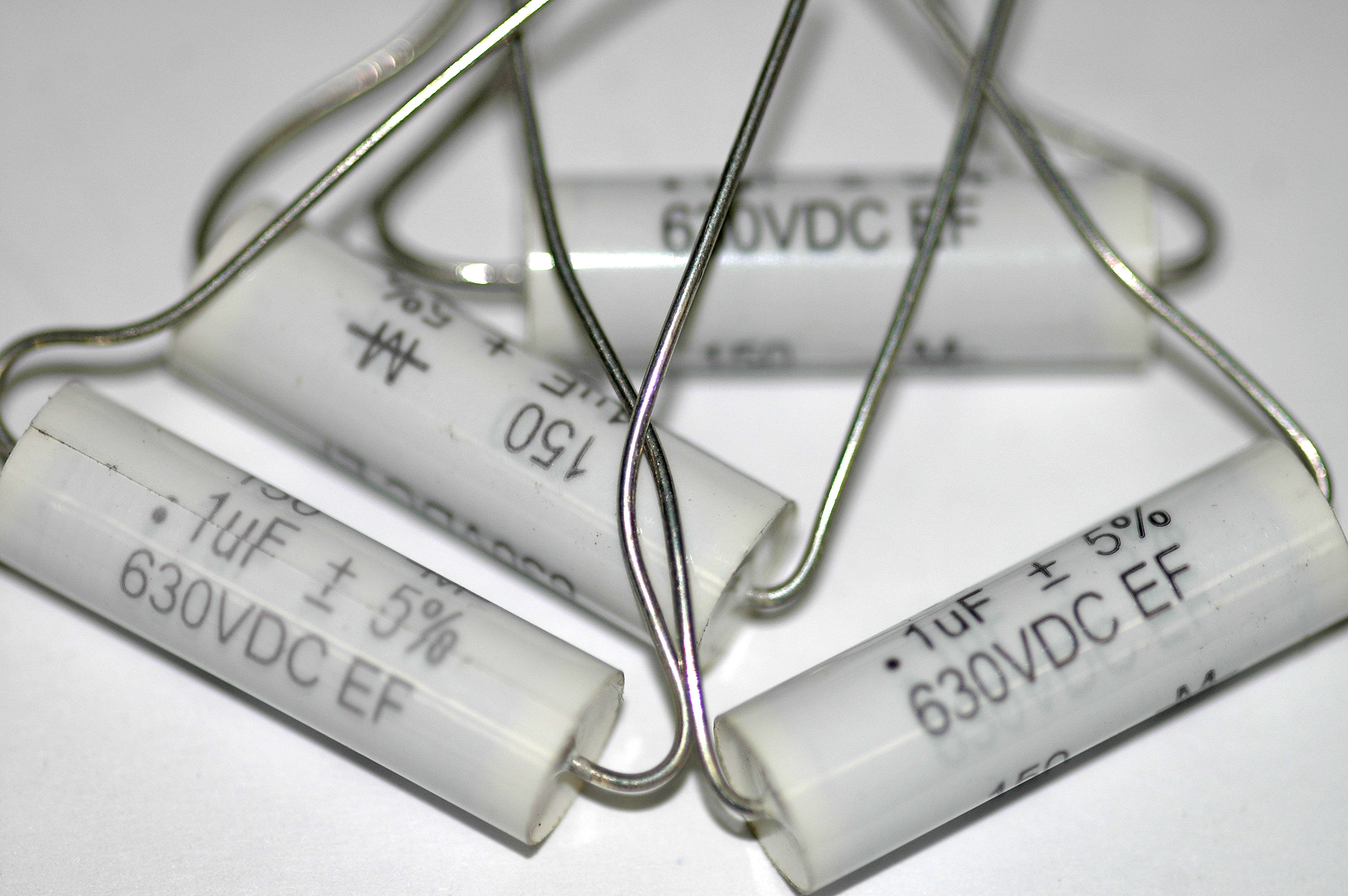
Condensateurs à film polyester, couramment utilisés pour le couplage entre deux circuits.

Dans les circuits analogiques, un condensateur de couplage est utilisé pour connecter deux circuits de sorte que seul le signal alternatif (AC) du premier circuit puisse passer au suivant, tandis que le courant continu (DC) est bloqué. Cette technique permet d'isoler les paramètres de polarisation DC des deux circuits couplés. Le couplage capacitif, également appelé couplage AC, utilise un condensateur appelé condensateur de blocage DC.
La faculté d'un condensateur de couplage à empêcher une charge DC d'interférer avec une source AC est particulièrement utile dans les circuits amplificateurs de classe A. Elle empêche une entrée de 0 volt d'être transmise à un transistor ayant une polarisation de résistance supplémentaire, ce qui permet de maintenir une amplification continue.
Le couplage capacitif diminue le gain à basse fréquence d'un système contenant des unités couplées par capacité. Chaque condensateur de couplage, associé à l'impédance d'entrée de l'étage suivant, forme un filtre passe-haut. La séquence de ces filtres crée un filtre cumulatif avec une fréquence de coupure pouvant être supérieure à celle de chaque filtre individuel.
Les condensateurs de couplage peuvent également introduire une distorsion non linéaire à basse fréquence. En haute fréquence le problème est moindre car la tension aux bornes du condensateur reste très proche de zéro. Cependant, si un signal traversant la capacité de couplage a une fréquence faible par rapport à la fréquence de coupure RC, des tensions peuvent se développer aux bornes du condensateur. Pour certains types de condensateurs, cela entraîne des changements de capacité, pouvant provoquer une distorsion. Ce problème peut être évité en choisissant des condensateurs ayant un faible coefficient de tension et en utilisant des valeurs élevées, ainsi la fréquence de coupure restera en dessous des fréquences du signal,.
Le couplage AC est également largement employé dans les circuits numériques pour acheminer des signaux numériques avec une composante DC nulle, désignés sous le nom de signaux DC équilibrés. Les formes d'onde équilibrées en courant continu sont bénéfiques dans les systèmes de communication, car elles peuvent être transmises via des connexions électriques couplées en courant alternatif pour éviter les problèmes de déséquilibre de tension et l'accumulation de charges entre les systèmes ou composants connectés.
Pour cela, la plupart des codes de ligne modernes sont conçus pour produire des formes d'onde équilibrées en courant continu. Les classes les plus courantes de codes de ligne équilibrés DC sont les codes à poids constant et les codes à disparité par paires.

## Boucle gadget
Une boucle gadget est un type simple de coupleur capacitif composé de deux brins de fil étroitement espacés. Il assure un couplage capacitif de quelques picofarads entre deux nœuds. Habituellement, les fils sont torsadés ensemble,.

## Couplage capacitif parasite
Le couplage capacitif, souvent involontaire, se produit par exemple entre deux fils ou deux pistes de PCB voisines. Ce phénomène peut générer ce que l'on perçoit comme du bruit dans les signaux. Pour réduire ce couplage, il faut éloigner autant que possible les fils ou pistes, ou insérer des lignes de terre ou des plans de masse entre les signaux susceptibles de s'influencer mutuellement. Ainsi, les lignes se couplent capacitivement à la terre plutôt qu'entre elles. Les prototypes de circuits analogiques à haute fréquence (dizaines de mégahertz) ou à gain élevé recourent souvent à des circuits construits sur un plan de masse pour maîtriser ces couplages indésirables. En effet, si la sortie d'un amplificateur à gain élevé se couple de manière capacitive à son entrée, elle risque de se transformer en oscillateur électronique.

## Voir également
- Couplage (électronique)
- Bloc DC
- Découplage (électronique)
  - Condensateur de découplage
- Couplage direct
- Capacité différentielle
- Couplage RC
- Diaphonie